# Parafia św. Andrzeja Apostoła w Brodach
Parafia św. Andrzeja Apostoła w Brodach – parafia rzymskokatolicka, znajdująca się w archidiecezji poznańskiej, w dekanacie pniewskim.